# يوشيرو سالازار
يوشيرو سالازار (بالإسبانية: Yoshiro Salazar)‏ هو لاعب كرة قدم بيروفي، ولد في 26 مارس 1987 في كوسكو في بيرو. لعب مع نادي أياكوتشو.

## وصلات خارجية
- يوشيرو سالازار على موقع قاعدة بيانات كرة القدم.إي يو (الإنجليزية)
- يوشيرو سالازار على موقع Soccerway.com (الإنجليزية)